# Саппаева, Жунас
Жунас Саппаева (каз. Жұнас Саппаева; род. 1932, Атырау, Казахская ССР) — советский казахский геофизик.
Окончила Московский нефтяной институт (1957).
- 1957—1958 гг. — техник, счетчик, инженер-оператор на промыслово-геофизической базе « Доссор» объединения « Казахстаннефть».
- 1958—1968 гг. — инженер-интерпретатор, инженер-оператор, инженер-геофизик, инженер-геолог, начальник геологического отдела Кульсаринского райотдела.
- 1968—1972 гг. — старший геофизик, старший геофизик-переводчик Бийкжальской экспедиции глубокого бурения.
- 1772—1977 гг. — старший геофизик, руководитель контрольно-интерпретирующей партии Западно-Казахстанской экспедиции геофизического изучения скважин.
- 1977—1987 гг. — начальник контрольно-разведывательной группы геофизических исследований СК «КазМунайГазГеология».
- С 1987 г. — на пенсии.

Внесена в «Золотую книгу славы» СССР (1981).